# Naučná stezka Hubleska
Naučná stezka Hubleska je naučná stezka na území vesnice Bílov a města Bílovec v okrese Nový Jičín v Moravskoslezském kraji. Nachází se také v Těškovické pahorkatině patřící do pohoří Vítkovská vrchovina a v přírodním parku Oderské vrchy. Je pojmenována po lesní lokalitě Hubleska.

## Historie a popis naučné stezka
Naučná stezka Hubleska má délku 5 km a je zaměřena na historické a přírodní zajímavosti krajiny v okolí Bílova a Bílovce. Začíná v Bílovci na křižovatce ulic Bezručova a Pod Hubleskou. Následně vede po části křížové cesty v Bílovci tvořené z kovových plastik a pak přes les Hubleska, kolem kamenného můstku zámečku/vily na Hublesce, jezírek na Hublesce až do Bílova k bílovským božím mukám z roku 1549. Stezka má 6 zastavení s informačními panely, byla zřízena městem Bílovec v roce 2021 a značená je heraldickou bílou zavinutou střelou (část znaku města Bílovec). Stezka je celoročně volně přístupná.

## Galerie

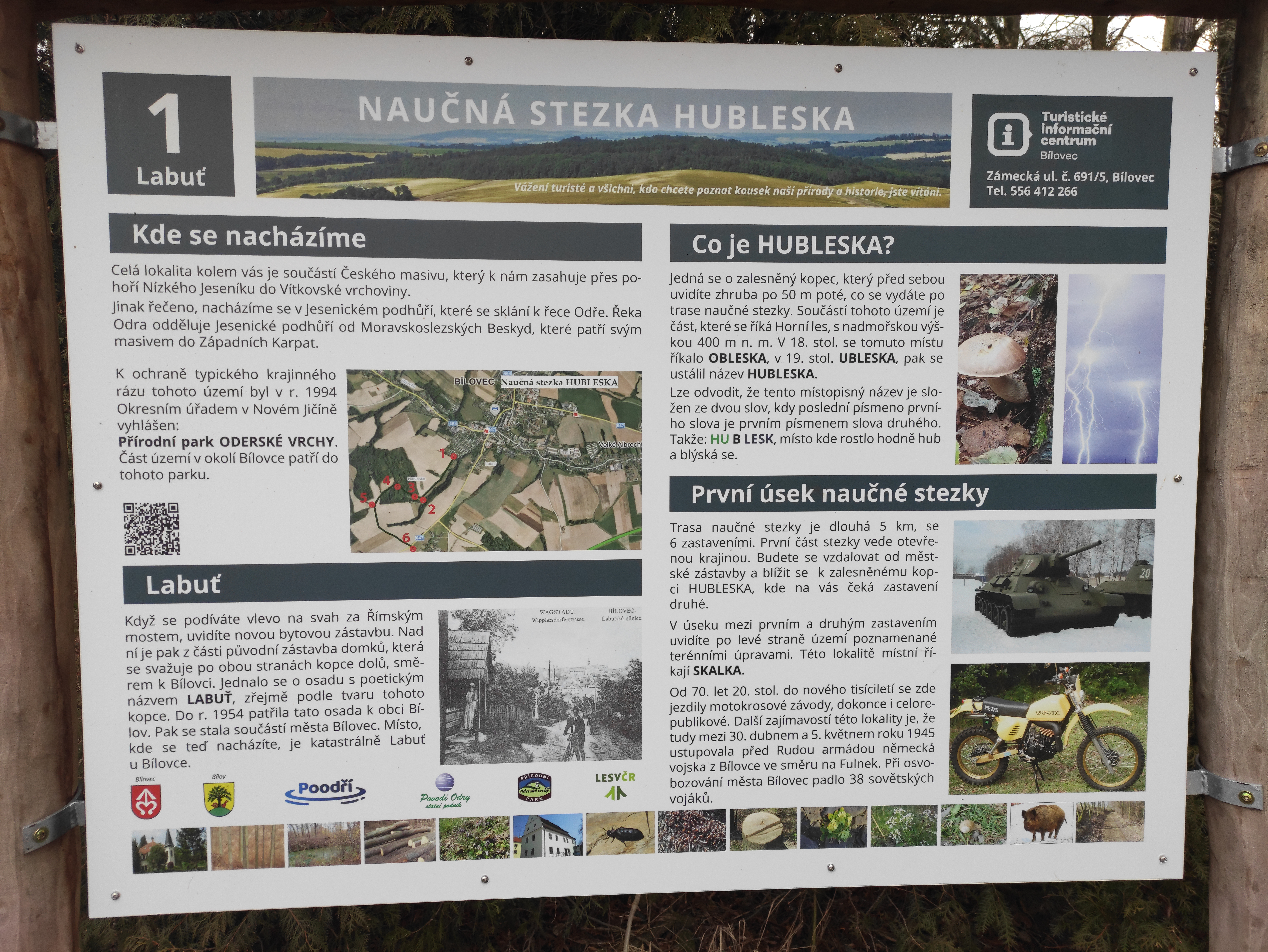
1. zastavení
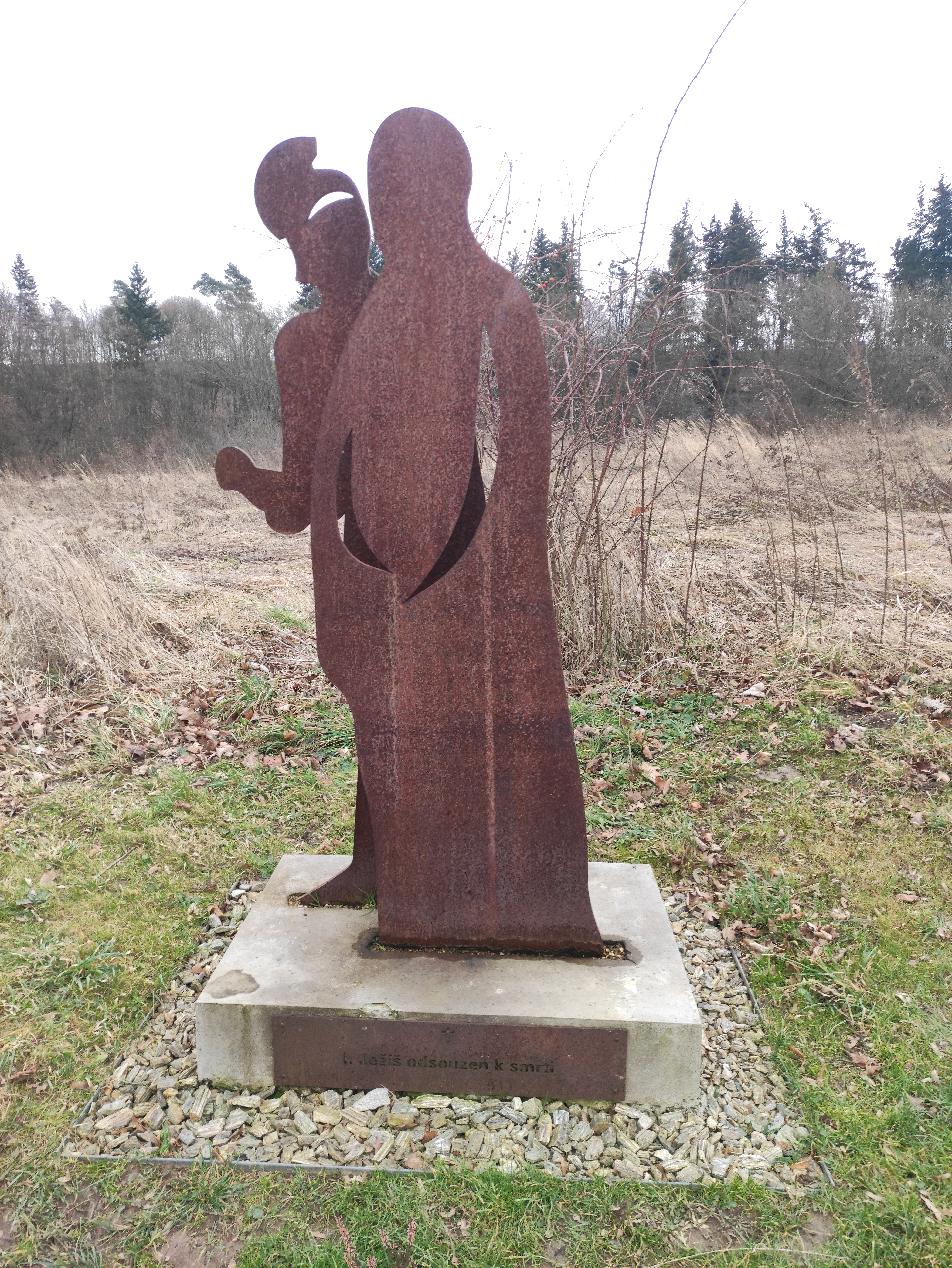
Křížová cesta Bílovec
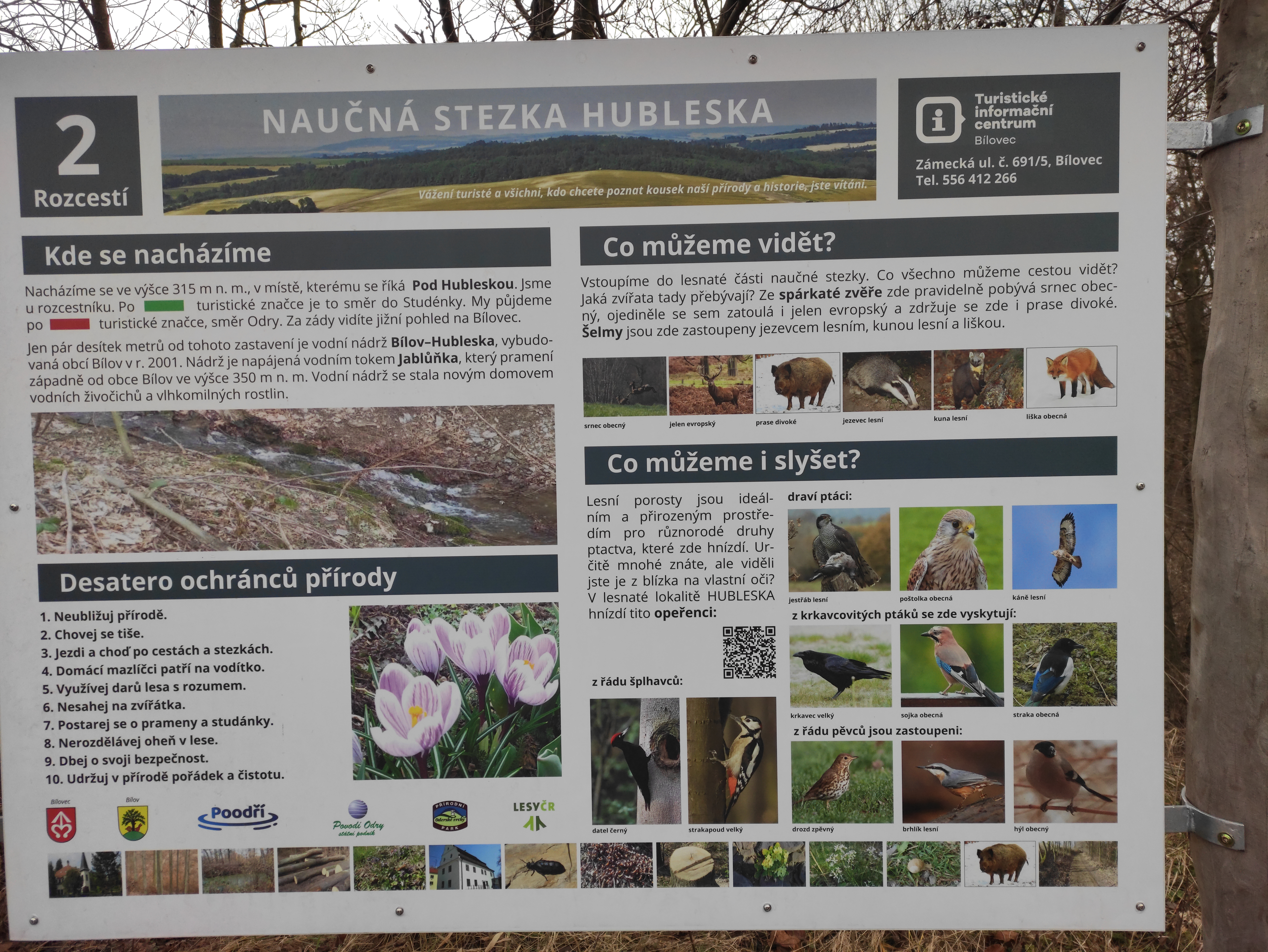
2. zastavení
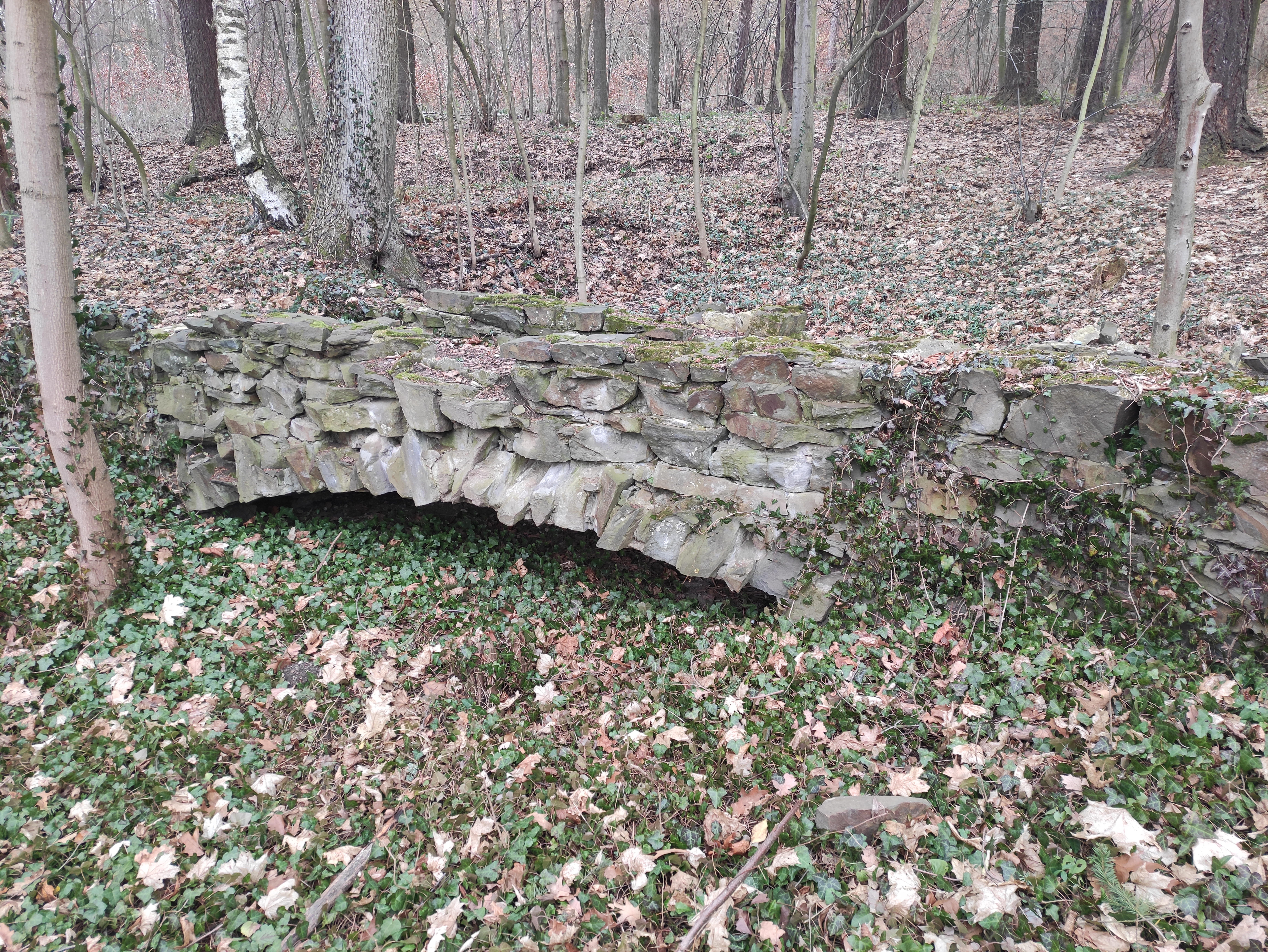
Kamenný můstek
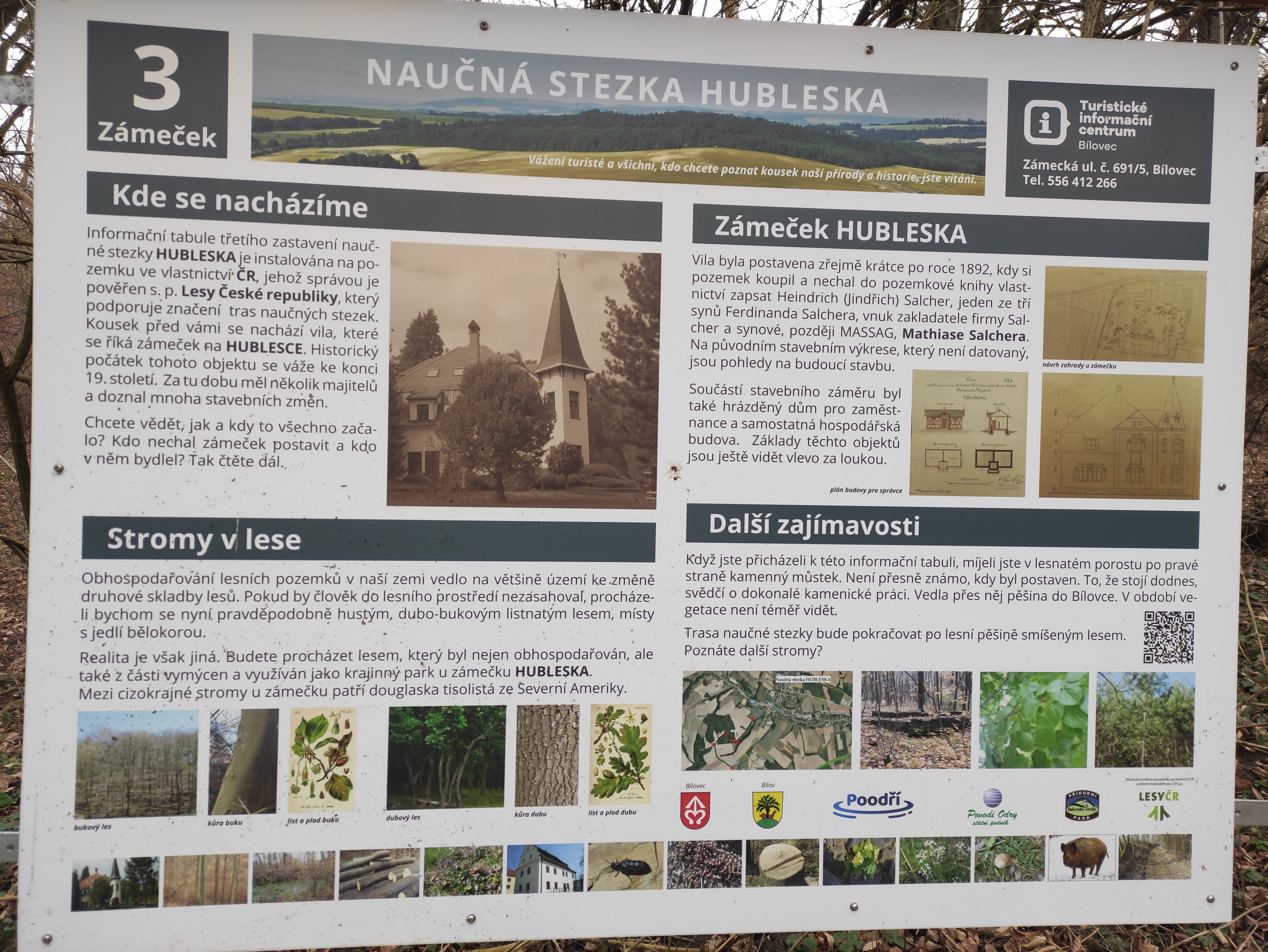
3. zastavení
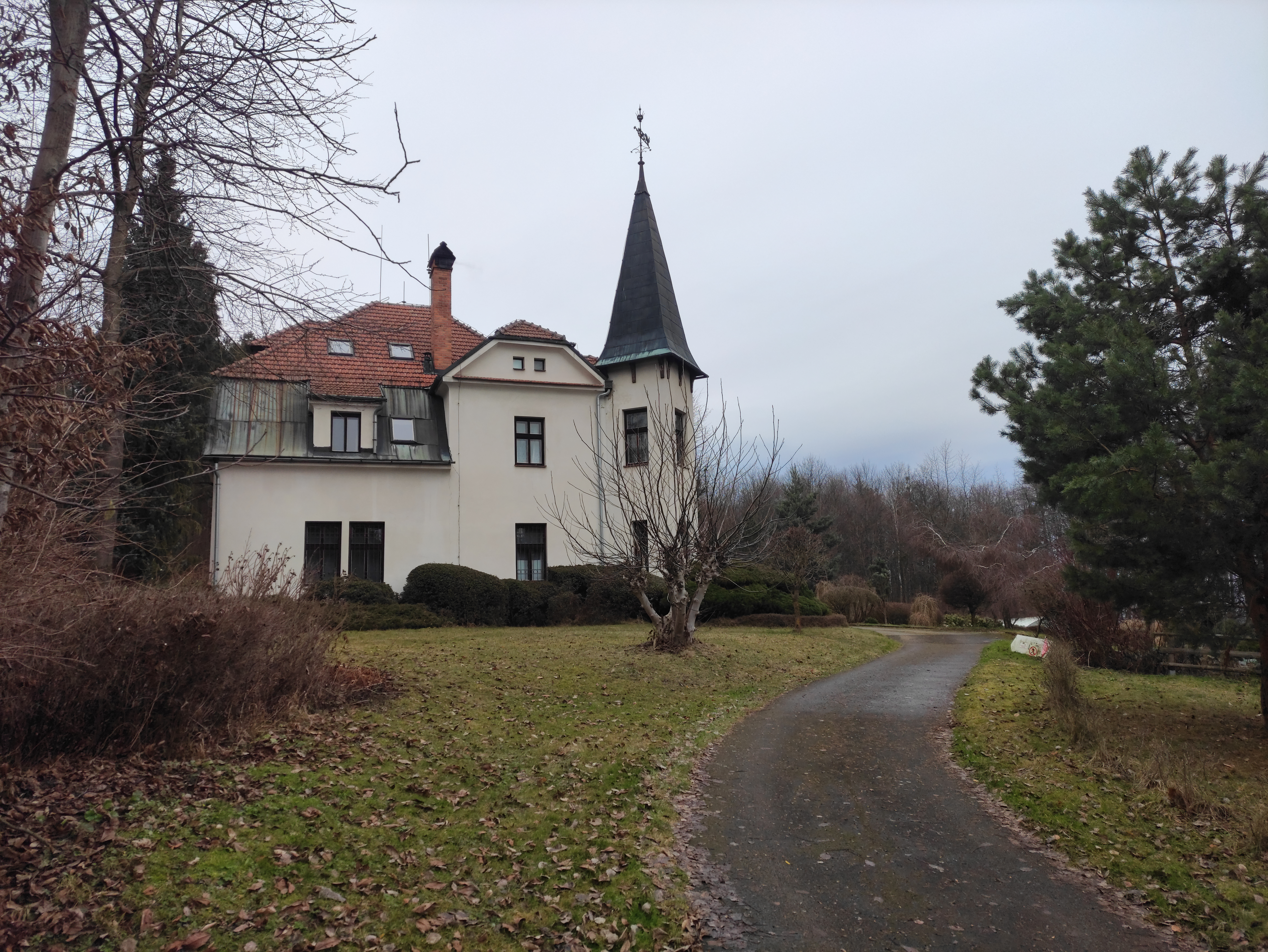
Zámeček na Hublesce
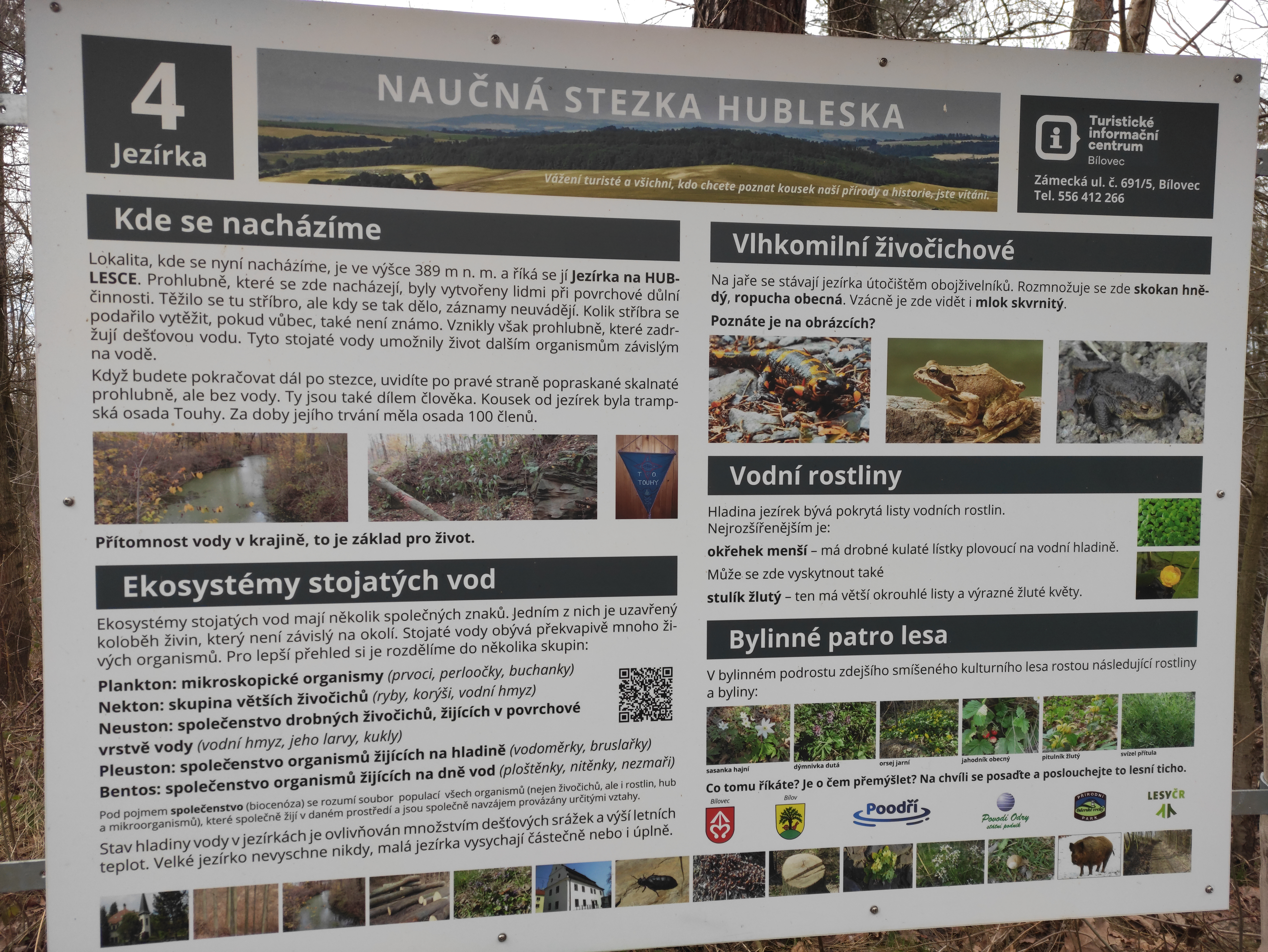
4. zastavení
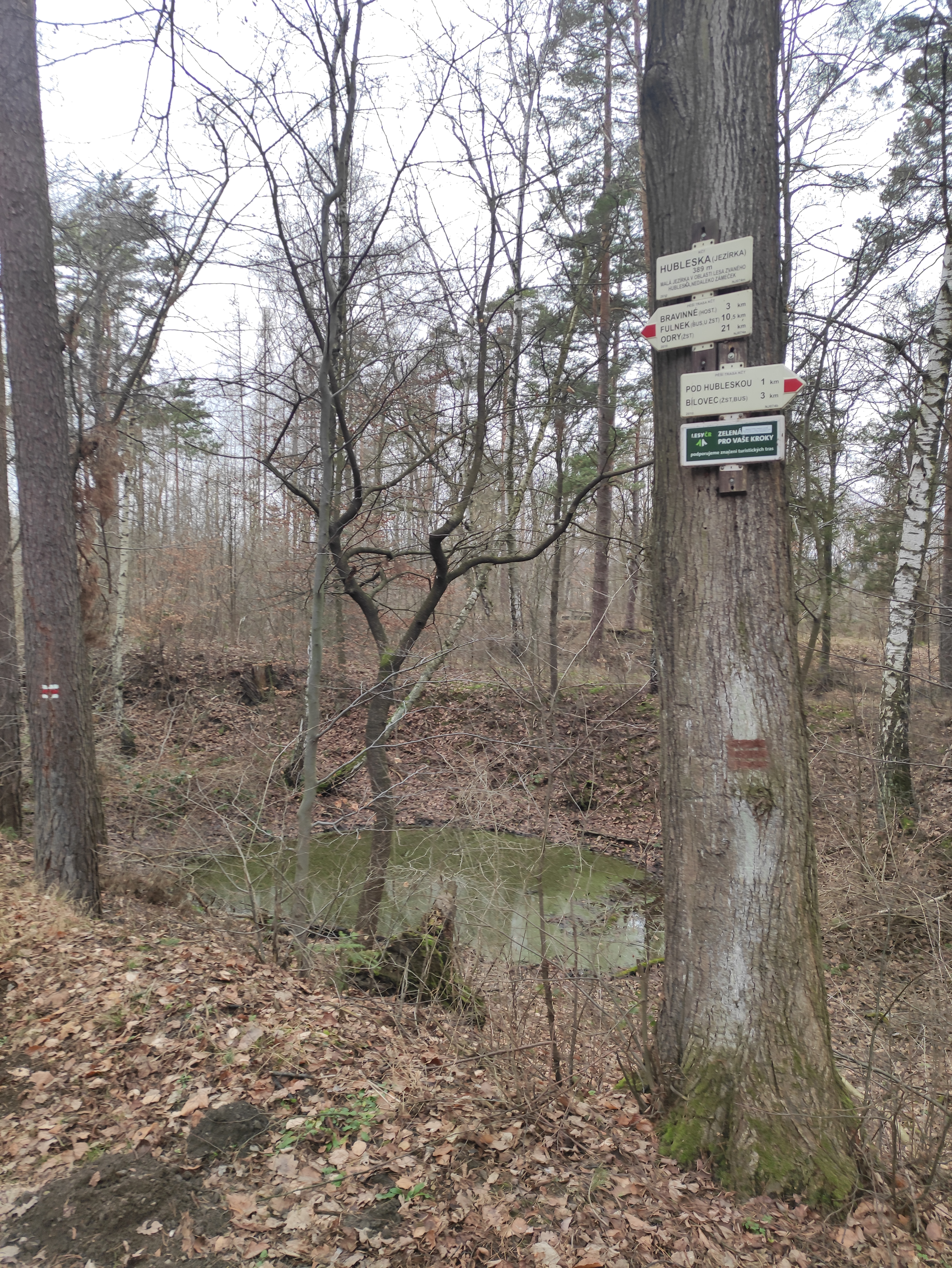
Jezírka na Hublesce
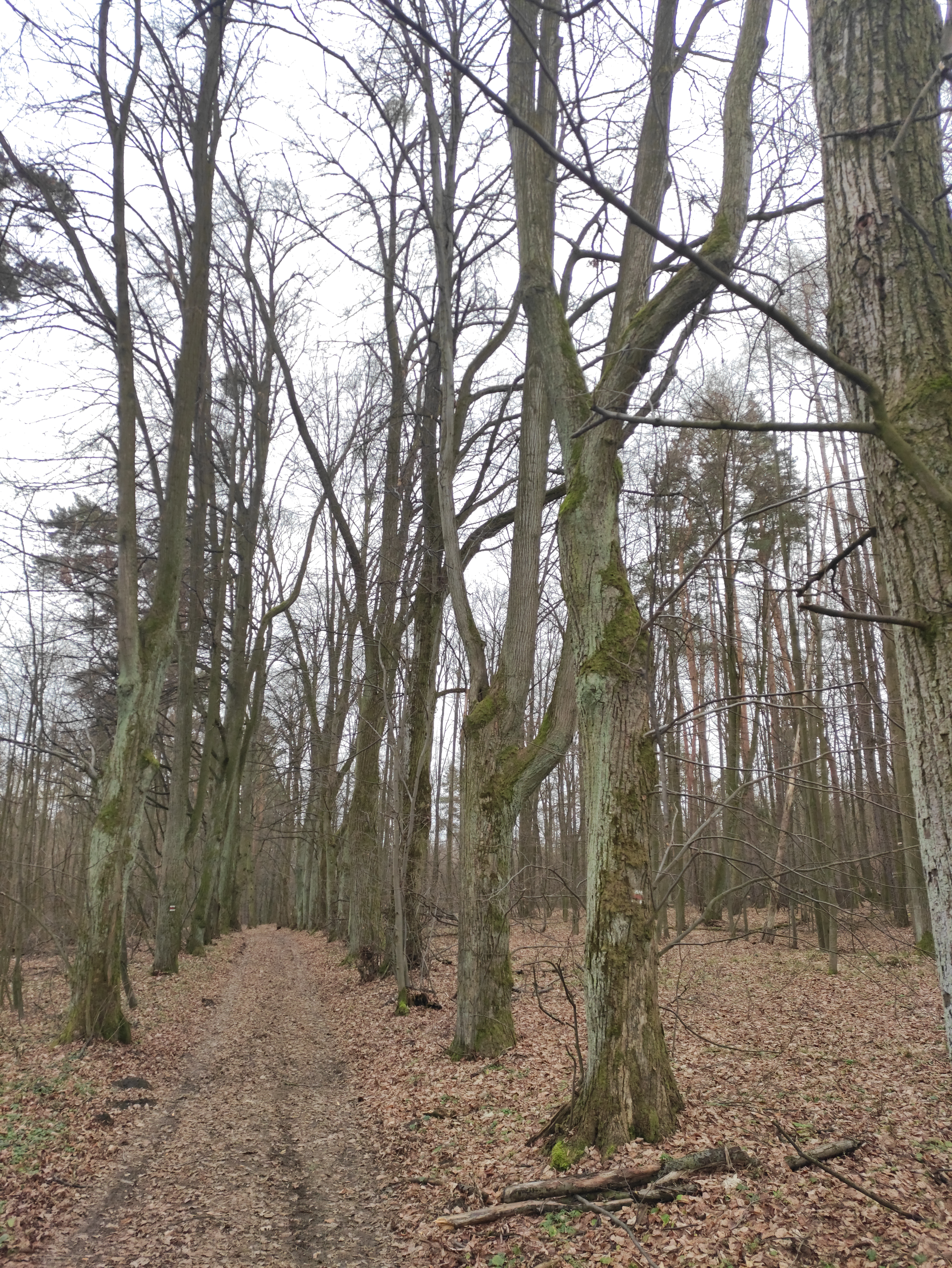
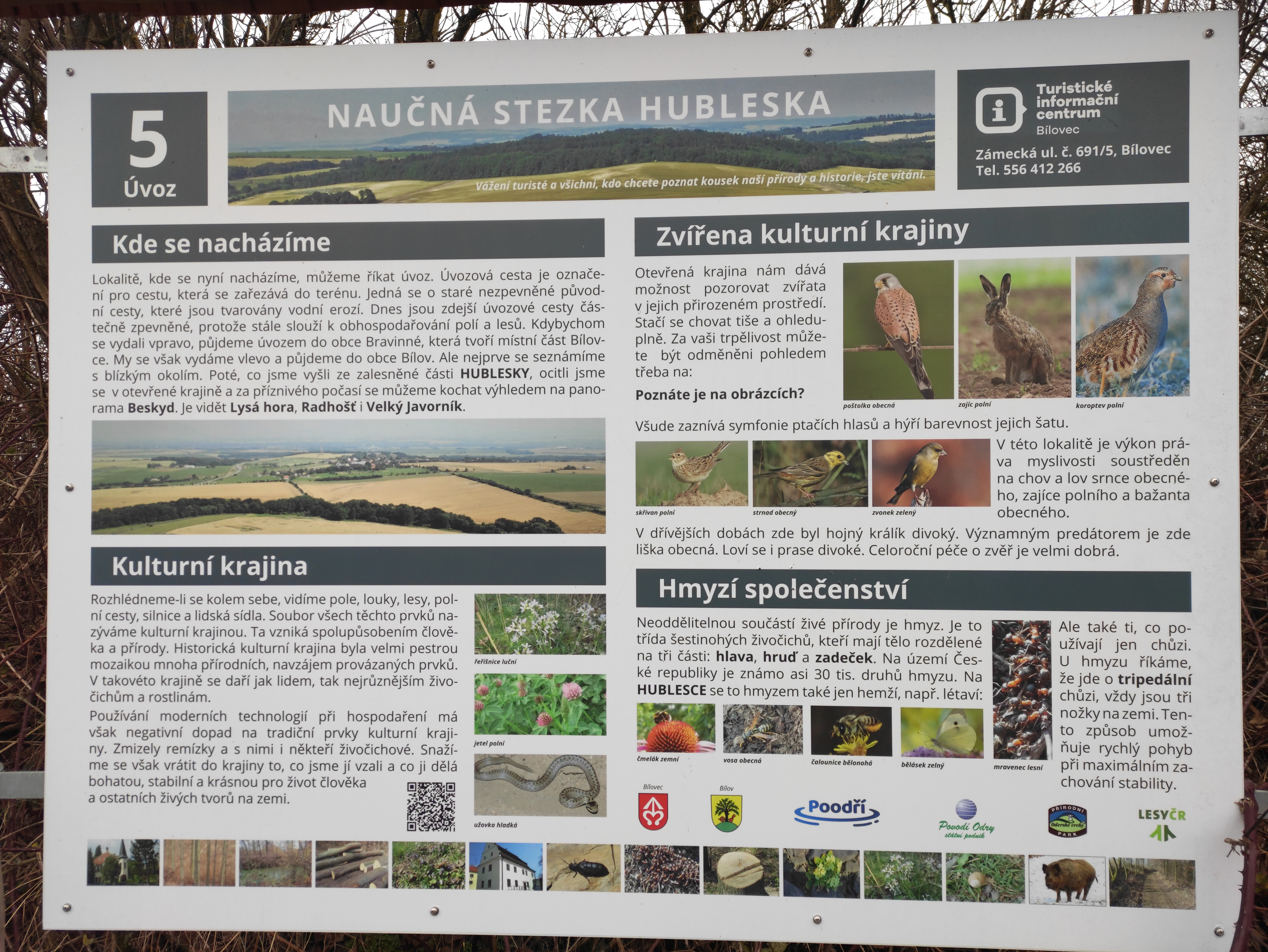
5. zastavení